# Guffey (Colorado)
Guffey es un lugar designado por el censo ubicado en el condado de Park en el estado estadounidense de Colorado. En el Censo de 2010 tenía una población de 98 habitantes y una densidad poblacional de 4,35 personas por km².

## Geografía
Guffey se encuentra ubicado en las coordenadas 38°45′37″N 105°30′35″O / 38.76028, -105.50972. Según la Oficina del Censo de los Estados Unidos, Guffey tiene una superficie total de 22.51 km², de la cual 22.47 km² corresponden a tierra firme y (0.22%) 0.05 km² es agua.

## Demografía
Según el censo de 2010, había 98 personas residiendo en Guffey. La densidad de población era de 4,35 hab./km². De los 98 habitantes, Guffey estaba compuesto por el 97.96% blancos, el 0% eran afroamericanos, el 0% eran amerindios, el 0% eran asiáticos, el 1.02% eran isleños del Pacífico, el 0% eran de otras razas y el 1.02% pertenecían a dos o más razas. Del total de la población el 1.02% eran hispanos o latinos de cualquier raza.